# Sieglinde Ahrens
Sieglinde Ahrens (* 19. Februar 1936 in Berlin) ist eine deutsche Organistin, Komponistin und Hochschullehrerin.

## Werdegang
Ahrens absolvierte ein Studium an der Berliner Hochschule für
Musik bei Boris Blacher (Komposition) und ihrem Vater, dem Komponisten und
Domorganisten Joseph Ahrens (Orgel, Improvisation,
Gregorianik). Das Studium schloss sie 1958 mit dem Orgeldiplom mit Auszeichnung ab. Weitere Studien
führten sie ans Conservatoire National Supérieur de Musique in Paris bei Darius Milhaud und Olivier Messiaen, sie erhielt dort 1959 den „Premier Prix“ in der Klasse Olivier
Messiaen.
Von 1950 bis 1956 war sie – parallel zu ihrem Vater – als Organistin an der Salvator-Kirche in Berlin-Schmargendorf tätig. 1962 wurde sie als
Dozentin für Orgel an die Folkwang Hochschule Essen berufen; 1970 erhielt sie eine Professur für Orgel an derselben Hochschule. 1964 erhielt sie den Förderpreis des Landes Nordrhein-Westfalen für Musik.
Sieglinde Ahrens wurde bekannt durch ihre Konzerttätigkeit im In- und Ausland sowie durch Rundfunk- und CD-Aufnahmen, darunter Ersteinspielungen der Orgelwerke von Joseph Ahrens und Petr Eben.

## Schriften
- mit Hans-Dieter Möller, Almut Rößler: Das Orgelwerk Messiaens. Gilles & Francke, Duisburg 1976, ISBN 3-921104-07-6.

## Werke (Auswahl)
- Sonate für Violine und Orgel, 1957
- Fantasie für Orgel, 1958
- Suite für Orgel, 1959
- Drei Gesänge für Bass solo und Orgel, 1963

## Tondokumente
- Petr Eben: Sunday music, Multisonic 1992
- Petr Eben: Laudes, Multisonic 1992
- Joseph Ahrens: Das heilige Jahr, Christophorus 1993
- Joseph Ahrens: Sonate für Viola und Orgel, Christophorus 1993